# Soraia Rocha

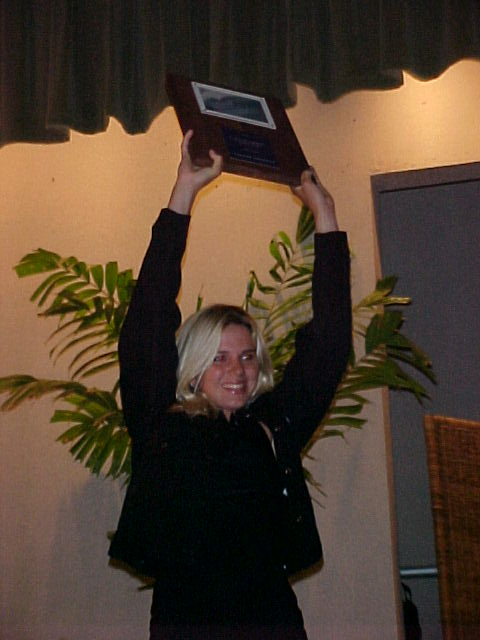
Soraia Rocha

Soraia Rocha de Souza Brizola, conhecida como Soraia Rocha ou Soraia Brizola (Laguna, Santa Catarina ) é uma ex-bodyboarder e, atualmente, advogada brasileira.

## Biografia
Soraia Rocha de Souza nasceu em Laguna, filha de Waldemar Bergman de Souza e  Mauriná Rocha. Em 1986, aos 13 anos, começou a praticar surfe com seu irmão. Posteriormente, trocou a modalidade pelo bodyboarding. Foi campeã brasileira amadora em 1992.
Após, teve uma ascensão meteórica em 2000, quando foi campeã mundial de boadyboarding, repetindo a conquista em 2001. Casou-se em 2002, acrescentando ao seu nome o sobrenome Brizola.
Em 2012 foi a campeã do Campeonato Brasileiro Feminino na Pororoca
Em 2012 foi uma das duas bodyboarders profissionais convidadas a participar do reality show esportivo Nas Ondas 4.A outra desportista foi Maria Helena Tostes. No programa televisivo, fazia parte da Equipe "Ipanema", juntamente com Luize Altenhofen, Pedro Scooby, Camila Sampaio e João Paulo Zampioe, equipe esta que derrotou a adversária "Copacabana", sendo vencedora da competição.
Posteriormente, formou-se em Direito, e passou a exercer a advocacia no Rio de Janeiro.

## Vida pessoal
Soraia é casada com o político Leonel Brizola Neto, neto de Leonel Brizola, e mãe de dois filhos: Leonel e Marina.